# Крехівка (річка)
Кре́хівка — річка в Україні, у межах Стрийського і Жидачівського районів Львівської області. Ліва притока Свічі (басейн Дністра).

## Опис
Довжина річки 23 км, площа басейну бл. 75 км². Долина завширшки 1,3—1,5 км. Заплава двобічна, завширшки до 100 м. Річище помірно звивисте, завширшки пересічно 2—3 м, є перекати. Похил річки 3 м/км. Характерні весняні та літньо-осінні повені. Річище на окремих ділянка (зокрема в пониззі) відрегульоване.

## Розташування
Річка бере початок у лісовому масиві, на захід від села Сихова. Тече переважно на схід (частково на північний схід), у пригирловій частині — на південний схід. Впадає до Свічі на південь від села Подорожнього.
Найбільша притока: Махлинець (ліва).

## Цікаві факти
У минулому Крехівка була лівою притокою Дністра і протікала через смт Журавно (впадала до Дністра на північній околиці містечка). Тоді довжина річки становила 29 км, площа басейну — 81 км². Після зміни русла Крехівка стала коротшою приблизно на 6 км.